# Arctesthes siris
Arctesthes siris – gatunek motyli z rodziny miernikowcowatych i podrodziny Larentiinae. Występuje endemicznie na Wyspie Południowej Nowej Zelandii.

## Taksonomia
Gatunek ten opisany został po raz pierwszy w 1908 roku przez George’a Vernona Hudsona pod nazwą Lythria siris. Opis oparto na okazach odkrytych w 1906 roku przez kolejarza J.H. Lewisa w paśmie Old Man Range w Central Otago, na wysokości około 1200 m n.p.m. W 1988 roku John S. Dugdale wyznaczył lektotyp gatunku. W 2019 roku Brian H. Patrick, Hamish J.H. Patrick i Robert J.B. Hoare dokonali redeskrypcji gatunku.

## Morfologia
Motyl ten osiąga od 14 do 16 mm rozpiętości skrzydeł. Głowa u samicy ma niezmodyfikowane czułki, natomiast u samca na biczyku czułków występuje grzebykowanie o ząbkach od trzech do czterech razy dłuższych niż szerokości członów. Głaszczki wargowe mają na spodzie łuski białe do rudobrązowych. Tułów i głowę porastają łuski ciemnoróżowawe, białe i czarne, zaś odwłok łuski czarniawe, białe i pomarańczowe. Przednie skrzydła mają u samca tło szarawobrązowe z ciemnoróżowawym przyprószeniem, a u samicy zwykle jaśniejsze. Linie proksymalna, przedśrodkowa i zaśrodkowa są białe. Linia proksymalna jest lekko wklęśnięta poniżej środka skrzydła. Linia przedśrodkowa jest lekko falista. Czarna plama dyskalna leży w porównywalnej odległości od linii przedśrodkowej i zaśrodkowej lub bliżej tej pierwszej. Cień środkowy jest u samca jasny, w pobliżu plamy dyskalnej szarawy, zaś u samicy białawoszary, acz zdarzają się okazy z cieniem jasnobrązowawym i pozbawione plamy dyskalnej. Linia zaśrodkowa jest silnie falista i ma pośrodku duże wcięcie formy U-kształtnej lub V-kształtnej. Linia dystalna szara i słabo widoczna. Strzępina przedniego skrzydła jest szarawa. Żółtopomarańczowe tło tylnego skrzydła widoczne jest głównie jako wąska V-kształtna przepaska za łatą nasadową. Leżąca blisko środka skrzydła linia przedśrodkowa jest mocno V-kształna, a strzępina brązowawa.
Odwłok samca ma równomiernie zesklerotyzowane lub zawierające zdesklerotyzowane linie boczne i środkowe tergity od drugiego do szóstego oraz równomiernie zesklerotyzowane sternity, spośród których piąty jest kwadratowawy, a trzeci, czwarty i szósty podłużnie prostokątne. Genitalia samca mają palczasty, u nasady tęgi i u wierzchołka zwężony unkus, grube, dość krótkie, lekko zakrzywione i u szczytu skośnie ścięte labidy, liczne i tępe zęby na grzbietowej części maniki, trójkątną jukstę z kilowatym płatem brzusznym, bardzo krótką i dość wąską walwę o zaokrąglenie ściętym wierzchołku, krótki i tępy wyrostek nasadowego sklerytu kostalnego wyraźnie wystający poza obrys kosty, płatowaty lub spiczasty wyrostek sakulusa, bardzo krótki i tępy sakus, zaopatrzony w wyrostki językowate fallus oraz dwie grzebieniaste łaty mniejszych cierni oraz dłuższe ciernie przynasadowe w wezyce. Odwłok samicy ma na ósmym sternicie lekko wklęśniętą płytkę postwaginalną oraz prawie trójkątne płaty pokładełka. Krótki, grubo-błoniasty, w tyle lekko pomarszczony przewód torebki kopulacyjnej ma okrągłe i wąskie wejście oraz niewyodrębniony przedsionek, natomiast korpus torebki kopulacyjnej jest błoniasty i zaokrąglony.

## Ekologia i występowanie
Owad ten zasiedla porośnięte roślinnością poduszkową górskie mokradła oraz pola śnieżne. Imagines są aktywne za dnia. Latają od grudnia do kwietnia, nisko, na terenach otwartych. Odżywiają się nektarem kwiatowym. Gąsienice są polifagiczne. Żerują na niskich roślinach zielnych należących m.in. do rodzajów babka i koprosoma.
Gatunek ten występuje endemicznie w regionie Otago na Wyspie Południowej Nowej Zelandii. Spotykany jest na rzędnych od 1050 do 1140 m n.p.m. w Lammermoor Range, od 1200 do 1380 m n.p.m. w Rock and Pillar Range, od 1050 do 1150 m n.p.m. w South Rough Ridge, od 1150 do 1620 m n.p.m. w Garvie Mountains, Old Man Rage i Old Woman Range oraz od 1700 do 1850 m n.p.m. w Pisa Range.